# Allophorocera flavitarsa
Allophorocera flavitarsa är en tvåvingeart som först beskrevs av Henry J. Reinhard 1934.  Allophorocera flavitarsa ingår i släktet Allophorocera och familjen parasitflugor. Inga underarter finns listade i Catalogue of Life.